# إزرائيل مورينو ريفيرا
إزرائيل مورينو ريفيرا (بالإسبانية: Israel Moreno Rivera)‏ هو سياسي مكسيكي، ولد في 17 مارس 1975 في المكسيك. حزبياً، نشط في حزب الثورة الديمقراطية. وقد انتخب عضو مجلس النواب المكسيك.